# Spisak džamija u Banjaluci
Gradnja džamija u Banjaluci počinje u 16. veku kada su izgrađene sledeće džamije:

## Gornji Šeher
- Careva džamija (srušena 1957. godine)
- Tabačka džamija (srušena 1919. godine)
- Kubad-agina džamija (srušena 1930. godine)
- Džafer-agina džamija (srušena 1928. godine)
- Grabska džamija (srušena 1993. godine)
- Osman-šahova džamija (srušena 1959. godine)
- Kalenderija džamija (srušena 1923. godine)
- Sitarska džamija (prenesena XIX veku u Bronzani Majdan)
- Džamija na Ilidži
- Musala (srušena 1957. godine)
- Jama džamija (srušena 1993. godine)

## Donji Šeher
- Arnaudija džamija (srušena 1993. godine)